# Osmanya-skrift

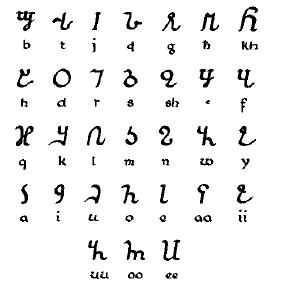
Bokstäverna i osmanya-skriften.

Osmanya-skriften (somaliska: 𐒋𐒘𐒈𐒑𐒛𐒒𐒕𐒀, cismaanya), även känd som far soomaali 'somalisk skrift', är ett skriftsystem som skapats för att skriva somaliska.

## Historia

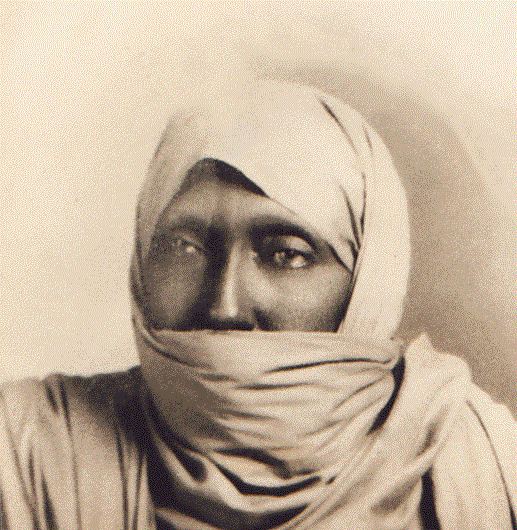
Osman Yusuf Kenadid

Skriften skapades mellan 1920 och 1922 av Osman Yusuf Kenadid, bror till sultanen av Hobyo och medlem av majeerteen-klanen.
Även om osmanya nådde en någorlunda bred acceptans och snabbt gav upphov till en påtaglig mängd litteratur så visade den sig svår att sprida bland befolkningen på grund av hård konkurrens från den sedan länge etablerade arabiska skriften och den framväxande latinska skriften.
Då nationalistiska känslor tilltog och somaliska sedan länge förlorat sin gamla skrift blev införandet av ett allmänt erkänt skriftsystem ett viktigt diskussionsämne. Efter självständigheten gjordes få framsteg i frågan eftersom opinionen var splittrad mellan huruvida den arabiska eller latinska skriften borde användas.
1961 gjordes osmanya till officiell skrift i Somalia. Den 21 oktober 1971 beslöt dock regeringen, ledd av president Siad Barre, enhälligt att endast den latinska skriften skulle användas. Ett omfattande utbildningsprogram inleddes med syfte att befästa dess ställning. Detta ledde till en kraftig nedgång i användningen av osmanya.

## Beskrivning
Osmanya skrivs från vänster till höger. Bokstavsordningen och bokstävernas namn kommer från den arabiska skriften. Bokstäverna waw och ya används för både konsonanterna w respektive y samt de långa vokalerna uu och ii.
| Osmanya | Namn  | Latinsk | IPA         | Osmanya | Namn | Latinsk | IPA         | Osmanya | Namn | Latinsk | IPA      |
| ------- | ----- | ------- | ----------- | ------- | ---- | ------- | ----------- | ------- | ---- | ------- | -------- |
| 𐒀       | alef  | ’       | [ʔ]         | 𐒁       | ba   | b       | [b]         | 𐒂       | ta   | t       | [t]      |
| 𐒃       | ja    | j       | [tʃ]        | 𐒄       | xa   | x       | [ħ]         | 𐒅       | kha  | kh      | [χ]      |
| 𐒆       | deel  | d       | [d]         | 𐒇       | ra   | r       | [r]         | 𐒈       | sa   | s       | [s]      |
| 𐒉       | shiin | sh      | [ʃ]         | 𐒊       | dha  | dh      | [ɖ]         | 𐒋       | cayn | c       | [ʕ]      |
| 𐒌       | ga    | g       | [g]         | 𐒍       | fa   | f       | [f]         | 𐒎       | qaaf | q       | [ɢ]      |
| 𐒏       | kaaf  | k       | [k]         | 𐒐       | laan | l       | [l]         | 𐒑       | miin | m       | [m]      |
| 𐒒       | nuun  | n       | [n]         | 𐒓       | waw  | w       | [w, ʉː, uː] | 𐒔       | ha   | h       | [h]      |
| 𐒕       | ya    | y       | [j, iː, ɪː] | 𐒖       | a    | a       | [æ, ɑ]      | 𐒗       | e    | e       | [e, ɛ]   |
| 𐒘       | i     | i       | [i, ɪ]      | 𐒙       | o    | o       | [ɞ, ɔ]      | 𐒚       | u    | u       | [ʉ, u]   |
| 𐒛       |       | aa      | [æː, ɑː]    | 𐒜       |      | ee      | [eː, ɛː]    | 𐒝       |      | oo      | [ɞː, ɔː] |

## Datoranvändning
Osmanya finns med i Unicode-standarden för teckenkodning och har tilldelats kodpunkterna U+10480 till U+104AF.